# 卡瓦迪內什蒂鄉
46°04′N 28°01′E / 46.067°N 28.017°E
卡瓦迪內什蒂鄉（羅馬尼亞語：Comuna Cavadinești, Galați），是羅馬尼亞的鄉份，位於該國東部，由加拉茨縣負責管轄，面積111平方公里，海拔高度90米，2007年人口3,131，人口密度每平方公里28人。